# Profeția III
Profeția III (titlu original: The Prophecy 3: The Ascent) este un film de groază fantastic thriller din 2000 regizat de Patrick Lussier. Rolurile principale au fost interpretate de actorii Christopher Walken, Steve Hytner și Brad Dourif. Este al treilea film din Seria Profeția.

## Distribuție
- Christopher Walken - Gabriel
- Vincent Spano - Zophael
- Dave Buzzotta - Danyael
- Kayren Butler - Maggie
- Steve Hytner - Joseph
- Brad Dourif - Zealot
- Scott Cleverdon - Pyriel
- Jack McGee - Detectiv
- Sandra Ellis Lafferty - Madge
- Mark Prince Edwards - Donut Guy
- Tyrone Tann - Kyle
- Moriah 'Shining Dove' Snyder - Mary
- J.D. Rosen  -  Tail Man
- William Stanford Davis - Portly Coroner
- Drew Swaine - Young Danyael
- Anthony Rosselli - Desk Sergeant
- Hi Border - Toothless Woman
- Tom Kane - Înger (voce)

## Producție
Filmările au avut loc în perioada ____. Cheltuielile de producție s-au ridicat la ___ $.